# تولسا روناكس
تولسا روناكس (بالإنجليزية: Tulsa Roughnecks FC)‏ هو نادي كرة قدم أمريكي أسس في سنة 2013 بمدينة تولسا في ولاية أوكلاهوما ، ويلعب الفريق في بطولة الدوري الامريكي "USL"